# انیو تودوروف
انیو تودوروف (بلغاری: Еню Динев Тодоров؛ زادهٔ ۲۲ فوریهٔ ۱۹۴۳ – ۲۶ مهٔ ۲۰۲۲) کشتی‌گیر کشتی آزاد اهل بلغارستان بود.
وی در مسابقات کشوری و بین‌المللی در مجموع برندهٔ ۲ مدال طلا، ۲ مدال نقره شده‌است.